# Chaunacidae

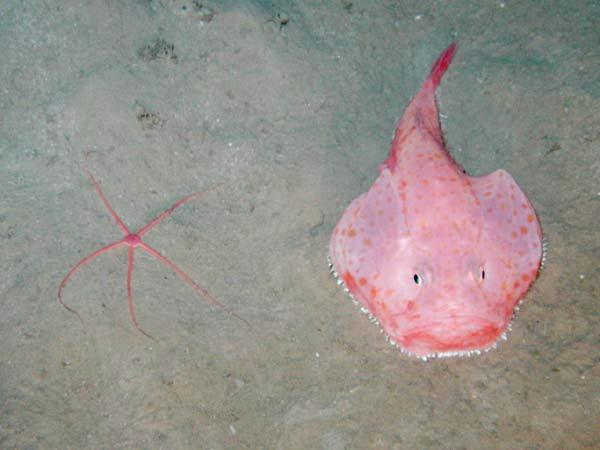
Chaunax stigmaeus.

Los gómitas o bostezadores (Chaunacidae) son una familia de peces teleósteos del orden Lophiiformes. Sus especies se distribuyen por los océanos Atlántico, Índico y Pacífico. Su nombre procede del griego chaunax, que significa ", hombre vano y orgulloso, irrealidad".En referencia a su aspecto. La descripción de (Lowe, 1846: 81}, incluye: "Corpus subcubico-oblongum, sufflabile, nudum, cute praesertim ad ilia ventremque flaccidissima laxa; antice obesum, postice abrupte attenuatum subcompressum», https://www.biodiversitylibrary.org/item/46217#page/449/mode/1up, es decir, el cuerpo casi cúbico, alargado, inflable, desnudo, con la piel muy floja, particularmente en el vientre y el costado, por delante obeso, por detrás abruptamente delgado, casi comprimido. Género relacionado con la voz de griego antiguo, χαῦνος, inflado.

## Anatomía
Tienen el cuerpo flácido con la capacidad de hincharse en un gran globo; la ruda piel está recubierta de pequeñas escamas similares a espinas; la boca es grande y casi vertical con pequeños dientes dispuestos en bandas en las mandíbulas, en el vómer y en el hueso palatino.
La primera espina de la aleta dorsal simula un cebo que encaja dentro de una depresión sin escamas en forma de U en el hocico, la segunda y tercera espinas de la aleta dorsal invisiblemente incorporadas detrás de la primera; las aletas pélvicas también tienen una espina; las aletas pectorales son similares a un brazo, usándolas como miembros para apoyarse sobre el lecho marino; la abertura de las branquias se dispone por detrás y encima de la base de la aleta pectoral; las líneas laterales tienen canales abiertos, especialmente patentes en la cabeza, protegidos por escamas con agrandadas espinas a ambos lados del canal.

## Hábitat
Estas especies son habitantes habituales del talud continental de todos los océanos. Cuando se sienten en peligro se inflan, adquiriendo un enorme tamaño con espinas puntiagudas que disuaden a los depredadores.

## Especies
Hay 15 especies válidas, pertenecientes a 2 géneros:
- Género Chaunacops (Garman, 1899):
  - Chaunacops coloratus (Garman, 1899)
  - Chaunacops melanostomus (Caruso, 1989)
  - Chaunacops roseus (Barbour, 1941)
- Género Chaunax (Lowe, 1846):
  - Chaunax abei (Le Danois, 1978)
  - Chaunax breviradius (Le Danois, 1978)
  - Chaunax endeavouri (Whitley, 1929)
  - Chaunax fimbriatus (Hilgendorf, 1879)
  - Chaunax flammeus (Le Danois, 1979)
  - Chaunax latipunctatus (Le Danois, 1984)
  - Chaunax penicillatus (McCulloch, 1915)
  - Chaunax pictus (Lowe, 1846) - Bostezador rosado
  - Chaunax stigmaeus (Fowler, 1946)
  - Chaunax suttkusi (Caruso, 1989)
  - Chaunax tosaensis (Okamura y Oryuu, 1984)
  - Chaunax umbrinus (Gilbert, 1905)